# دونكان ستيوارت ماكليود
دونكان ستيوارت ماكليود هو سياسي كندي، ولد في 17 ديسمبر 1854، وتوفي في 31 يوليو 1933.